# Зелёная (Бучачская городская община)
Зелёная (укр. Зелена) — село в Бучачской городской общине Чортковского района Тернопольской области Украини.
До 2020 года входило в Бучачский район.
Код КОАТУУ — 6121281301. Население по переписи 2001 года составляло 688 человек.

## Географическое положение
Село Зелёная находится в 1,5 км от левого берега реки Стрыпа,
на расстоянии в 1 км от села Старые Петликовцы.
Через село проходит автомобильная дорога Н-18.

## Объекты социальной сферы
- Школа I—II ст.
- Клуб.
- Фельдшерско-акушерский пункт.

## Персоналии
В селе родился Герой Украины Пётр Гадз.

## Достопримечательности
- Братская могила советских воинов.